# Discografia de Sandy
A discografia da cantora e compositora brasileira Sandy compreende três álbuns de estúdio, dois álbuns ao vivo, dois EPs e dez singles. Ela também realizou diversas participações em álbuns de outros artistas e fez contribuições para trilhas sonoras de filmes e telenovelas. A carreira de Sandy teve início em 1990, quando ela formou ao lado do irmão, o músico Junior Lima, a dupla vocal Sandy & Junior. Em 2007, eles encerraram as atividades em dupla e Sandy começou a trabalhar em seu álbum de estreia solo em 2008. Em 2010, ela lançou Manuscrito, que foi precedido pelo single "Pés Cansados" e atingiu a quarta posição na parada de álbuns da Pro-Música Brasil (PMB), sendo certificado com platina no País. A turnê do álbum Manuscrito foi registrada em agosto de 2011 e deu origem ao seu primeiro álbum ao vivo, Manuscrito Ao Vivo, lançado em novembro do mesmo ano. 
Em 2012, ela lançou seu primeiro extended play (EP), Princípios, Meios e Fins; o projeto serviu como uma prévia de seu segundo álbum de estúdio, Sim, que foi lançado em 2013 contendo dez faixas, sendo cinco inéditas e outras cinco lançadas previamente no EP. O álbum produziu três singles e alcançou a nona posição na parada de álbuns da PMB. Em 2016, Sandy lançou seu segundo álbum ao vivo, Meu Canto, que foi precedido pelo single "Me Espera" e atingiu o topo da parada de DVDs da PMB, enquanto a versão em CD chegou ao segundo lugar. As canções inéditas do álbum Meu Canto também foram gravadas em versão de estúdio e incluídas num EP homônimo, lançado nas plataformas digitais em 2017. Em 2018, Sandy lançou seu terceiro álbum de estúdio, um projeto de colaborações intitulado Nós, Voz, Eles. Ao longo de sua carreira, Sandy vendeu cerca de 20 milhões de álbuns e se tornou uma das recordistas em vendas de discos no Brasil.
No final de 2024, Sandy anunciou o lançamento de todos os seus álbuns de estúdio em vinil, atendendo a um pedido frequente de seus fãs. Esse lançamento marca a primeira vez que sua discografia será disponibilizada nesse formato.

## Álbuns

### Álbuns de estúdio
| Manuscrito                                                                     | - Lançamento: 7 de maio de 2010 - Formatos: LP, CD, download digital - Gravadora: Universal      | 4 | - : 80.000 | - PMB: Platina |
| Sim                                                                            | - Lançamento: 11 de junho de 2013 - Formatos: LP, CD, download digital - Gravadora: Universal    | 9 | - : 40.000 | - PMB: Ouro    |
| Nós, Voz, Eles                                                                 | - Lançamento: 23 de novembro de 2018 - Formatos: LP, CD, Download digital - Gravadora: Universal | — |            |                |
| "—" denota títulos que não entraram nas paradas ou não foram lançados no país. |                                                                                                  |   |            |                |

### Álbuns ao vivo
| Manuscrito Ao Vivo                                                             | - Lançamento: 24 de novembro de 2011 - Formatos: CD, download digital - Gravadora: Universal | — | - : 80.000 | - PMB: Platina |
| Meu Canto                                                                      | - Lançamento: 24 de junho de 2016 - Formatos: CD, download digital - Gravadora: Universal    | 2 | - : 45.000 | - PMB: Ouro    |
| Nós, Voz, Eles - Ao Vivo                                                       | - Lançamento: 30 de junho de 2023 - Formatos: CD, download digital - Gravadora: Universal    | — |            |                |
| "—" denota títulos que não entraram nas paradas ou não foram lançados no país. |                                                                                              |   |            |                |

### Álbuns de vídeo
| Manuscrito: Tempo                                                              | - Lançamento: 7 de maio de 2010 - Formatos: DVD - Gravadora: Universal                                 | — |            |
| Manuscrito Ao Vivo                                                             | - Lançamento: 24 de novembro de 2011 - Formatos: DVD, download digital, blu-ray - Gravadora: Universal | — | - : 50.000 |
| Meu Canto                                                                      | - Lançamento: 24 de junho de 2016 - Formatos: DVD, download digital - Gravadora: Universal             | 1 | - : 25.000 |
| Nós, Voz, Eles                                                                 | - Lançamento: 18 de dezembro de 2018 - Formatos: DVD - Gravadora: Universal                            | — |            |
| "—" denota títulos que não entraram nas paradas ou não foram lançados no país. | |   |            |

### Extended plays(EPs)
| Álbum                    | Detalhes                                                                                         | Vendas     |
| ------------------------ | ------------------------------------------------------------------------------------------------ | ---------- |
| Princípios, Meios e Fins | - Lançamento: 30 de outubro de 2012 - Formatos: CD, download digital - Gravadora: Universal      | - : 10.000 |
| Meu Canto                | - Lançamento: 5 de maio de 2017 - Formatos: CD, download digital - Gravadora: Universal          |            |
| 10:39                    | - Lançamento: 14 de outubro de 2020 - Formatos: Download digital - Gravadora: Universal          |            |
| Nós, Voz, Eles 2         | - Lançamento: 16 de setembro de 2022 - Formatos: LP, CD, Download digital - Gravadora: Universal |            |

## Singles

### Como artista principal
| Canção                                                                          | Ano  | Melhores posições | Melhores posições | Certificação    | Álbum                         |
| Canção                                                                          | Ano  | BRA               | BRA Regional SP   | Certificação    | Álbum                         |
| ------------------------------------------------------------------------------- | ---- | ----------------- | ----------------- | --------------- | ----------------------------- |
| "Pés Cansados"                                                                  | 2010 | 13                | 1                 |                 | Manuscrito                    |
| "Quem Eu Sou"                                                                   | 2010 | 48                | 8                 |                 | Manuscrito                    |
| "Aquela dos 30"                                                                 | 2012 | 10                | 2                 |                 | Sim                           |
| "Escolho Você"                                                                  | 2013 | 32                | 5                 |                 | Sim                           |
| "Morada"                                                                        | 2014 | 51                | 10                |                 | Sim                           |
| "Me Espera" (part. Tiago Iorc)                                                  | 2016 | —                 | 1                 | - PMB: Diamante | Meu Canto                     |
| "Respirar"                                                                      | 2017 | —                 | —                 |                 | Meu Canto                     |
| "Nosso Nó(s)"                                                                   | 2017 | —                 | —                 |                 | Tempo de Amar                 |
| "Areia" (part. Lucas Lima)                                                      | 2018 | —                 | —                 |                 | Nós, Voz, Eles                |
| "Pra Me Refazer" (part. Anavitória)                                             | 2018 | —                 | —                 |                 | Nós, Voz, Eles                |
| "Eu pra Você" (part. Melim)                                                     | 2018 | —                 | —                 |                 | Nós, Voz, Eles                |
| "Eu Só Preciso Ser" (part. Iza)                                                 | 2018 | —                 | —                 |                 | Nós, Voz, Eles                |
| "Universo Reduzido"                                                             | 2021 | —                 | —                 |                 | Não adicionado à nenhum álbum |
| "Leve" (part. Wanessa Camargo)                                                  | 2022 | —                 | —                 | - PMB: Platina  | Nós, Voz, Eles 2              |
| "Tudo Teu" (part. Vitor Kley)                                                   | 2022 | —                 | —                 |                 | Nós, Voz, Eles 2              |
| "Voltar Pra Mim" (part. Ludmilla)                                               | 2022 | —                 | —                 |                 | Nós, Voz, Eles 2              |
| "—" denota singles que não entraram nas paradas ou não foram lançados no local. |      |                   |                   |                 |                               |

### Como artista convidada
| Canção                                                                          | Ano  | Melhores posições | Melhores posições | Álbum                       |
| Canção                                                                          | Ano  | BRA               | CAN Dance         | Álbum                       |
| ------------------------------------------------------------------------------- | ---- | ----------------- | ----------------- | --------------------------- |
| "Vivo por Ella" (Andrea Bocelli part. Sandy)                                    | 1997 | —                 | —                 | Romanza                     |
| "Escrito no Céu" (Família Lima part. Sandy)                                     | 2004 | —                 | —                 | 10 Anos: Ao Vivo em Gramado |
| "Scandal" (Crossover Live part. Sandy)                                          | 2008 | —                 | 13                | Humanized                   |
| "Mesmo Sem Estar" (Luan Santana part. Sandy)                                    | 2017 | 4                 | —                 | 1977                        |
| "Ai de Mim" (OutroEu part. Sandy)                                               | 2017 | —                 | —                 | OutroEu                     |
| "Black Widow's Web" (Angra part. Sandy e Alissa White-Gluz)                     | 2018 | —                 | —                 | Ømni                        |
| "—" denota singles que não entraram nas paradas ou não foram lançados no local. |      |                   |                   |                             |

### Singlespromocionais
| Canção                                                  | Ano  | Álbum                         |
| ------------------------------------------------------- | ---- | ----------------------------- |
| "Sem Jeito" (part. Lenine)                              | 2011 | Manuscrito Ao Vivo            |
| "Calor pra Dar"                                         | 2016 | Não adicionado à nenhum álbum |
| "Filhos do Arco-íris" (com Artistas contra a Homofobia) | 2017 | Não adicionado à nenhum álbum |
| "A Nossa Voz" (com Amigos do Bem)                       | 2018 | Não adicionado à nenhum álbum |

## Outras gravações
| Canção                              | Ano  | Outro(s) artista(s) | Álbum/Trilha sonora                              |
| ----------------------------------- | ---- | --- | ------------------------------------------------ |
| "Se Uma Estrela Aparecer"           | 1997 | Chitãozinho & Xororó | Em Família                                       |
| "Imagem"                            | 1998 | — | Mulan                                            |
| "A Gata"                            | 1999 | — | A Arca Dos Bichos                                |
| "A Arca"                            | 1999 | Ivete Sangalo, Zeca Baleiro, Paulo Ricardo, Carla Visi, Claudinho & Buchecha, Netinho, Beto Jamaica, Gilmelândia | A Arca Dos Bichos                                |
| "Se Eu não Te Amasse tanto Assim"   | 2004 | Ivete Sangalo | MTV ao Vivo                                      |
| "Desperdiçou"                       | 2004 | Ivete Sangalo | MTV ao Vivo                                      |
| "Um Segredo e um Amor"              | 2005 | — | Alma Gêmea                                       |
| "É Com Esse Que Eu Vou"             | 2005 | Pedro Mariano | Pedro Mariano Ao Vivo                            |
| "Águas de Março"                    | 2006 | — | Casa da Bossa                                    |
| "Ben"                               | 2008 | Zé do Rancho | Zé do Rancho entre Parentes e Amigos             |
| "Cantiga por Luciana"               | 2008 | Zé do Rancho | Zé do Rancho entre Parentes e Amigos             |
| "As Canções que Você Fez pra Mim"   | 2009 | — | Elas Cantam Roberto Carlos                       |
| "Como É Grande O Meu Amor Por Você" | 2009 | Roberto Carlos, Ivete Sangalo, Paula Toller, Wanderléa, Daniela Mercury, Zizi Possi, Luiza Possi, Nana Caymmi, Fafá de Belém, Fernanda Abreu, Adriana Calcanhotto, Mart'nália, Ana Carolina, Alcione, Marina Lima, Rosemary, Claudia Leitte, Celine Imbert, Hebe e Marília Pêra | Elas Cantam Roberto Carlos                       |
| "Chovendo na Roseira"               | 2009 | — | 10 anos da Globo Filmes                          |
| "Quando Você Passa (Turuturu)"      | 2010 | Maria Gadú | Multishow ao Vivo: Maria Gadú                    |
| "Chuva de Prata"                    | 2010 | Roupa Nova | Roupa Nova 30 anos                               |
| "Se Deus Me Ouvisse"                | 2011 | Chitãozinho & Xororó e Junior Lima | Sinfônico: 40 anos                               |
| "O Barquinho"                       | 2011 | — | Cristo Redentor 80 anos                          |
| "Corcovado"                         | 2013 | Andrea Bocelli | Love in Portofino                                |
| "Meu Bem, Meu Mal"                  | 2013 | — | Um Barzinho, um Violão - Novelas Anos 80, Vol. 1 |
| "My Life"                           | 2013 | — | Mais Forte Que o Tempo                           |
| "Serpente da Noite"                 | 2014 | Marat Descartes | Quando Eu Era Vivo                               |
| "Quando a Noite Cai"                | 2014 | — | Quando Eu Era Vivo                               |
| "Quando Eu Era Vivo"                | 2014 | — | Quando Eu Era Vivo                               |
| "Hombre de Tu Vida"                 | 2014 | David Bisbal | Tú y Yo                                          |
| "Meu Bem Querer"                    | 2014 | — | Um Barzinho, um Violão - Novelas Anos 80, Vol. 2 |
| "Coração Triste"                    | 2015 | Família Lima | Família Lima 20 Anos                             |
| "Ciranda da Bailarina"              | 2015 | Orquestra Filarmônica de Paraisópolis | I Love Paraisópolis                              |
| "Chovendo na Roseira"               | 2015 | Chitãozinho & Xororó | Presente de Natal                                |
| "Sensações"                         | 2016 | Paula Fernandes | Amanhecer Ao Vivo                                |
| "Preciso de Você"                   | 2018 | — | Segundo Sol                                      |
| "Coragem Lealdade Verdade"          | 2020 | — | Mulan                                            |
| "Estrela"                           | 2020 | Lucas Lima | Amor e Sorte                                     |
| "Lugar ao Sol"                      | 2021 | Lucas Lima | —                                                |